# Střídavka (film)
Střídavka je česká filmová komedie režiséra Petra Nikolaeva a scenáristky Lucie Konečné. Film vypráví o několika rodinách, jejichž osudy se vlivem péče o společné děti propojují. Ve filmu hrají Jitka Čvančarová, Martin Hofmann, Jiří Vyorálek, Kristína Svarinská, Anna Polívková, Eva Holubová a Halka Třešňáková. 
Film měl v českých kinech premiéru 4. srpna 2022.

## Obsazení
| Jitka Čvančarová   | Adéla                            |
| Martin Hofmann     | Honza Sychr                      |
| Kristína Svarinská | Zuzana Rudišová, partnerka Honzy |
| Jiří Vyorálek      | Robert, manžel Adély             |
| Anna Polívková     | Katka, exmanželka Roberta        |
| Eva Holubová       | Olga Rudišová, babička Zuzany    |
| Halka Třešňáková   | Josefína, kamarádka Honzy        |

## Recenze
Film získal od českých filmových kritiků průměrná, až lehce nadprůměrná hodnocení:
- Jan Varga, Filmspot, 3. srpna 2022, [4]
- Lukáš Král, Kinobox, 3. srpna 2022, [5]
- Věra Míšková, Právo, 5. srpna 2022, [6]
- Martin Mažári, Totalfilm, 5. srpna 2022, [7]